# Lonchura
Genre
Le genre Lonchura regroupe des capucins et des paddas, petits passereaux appartenant à la famille des Estrildidae.

## Reproduction
Le mâle transporte les matériaux qui sont assemblés par la femelle en un nid en forme de boule typique du genre avec une entrée latérale surmontée d'un auvent abritant l'accès au nid.

## Liste des espèces
D'après la classification de référence (version 14.2, 2024) du Congrès ornithologique international (ordre phylogénique) :
- Lonchura punctulata – Capucin damier
- Lonchura kelaarti – Capucin à ventre roux
- Lonchura molucca – Capucin jacobin
- Lonchura striata – Capucin domino
- Lonchura fuscans – Capucin sombre
- Lonchura leucogastra – Capucin à ventre blanc
- Lonchura leucogastroides – Capucin javanais
- Lonchura malacca – Capucin à dos marron
- Lonchura atricapilla – Capucin à tête noire
- Lonchura ferruginosa – Capucin marron
- Lonchura maja – Capucin à tête blanche
- Lonchura pallida – Capucin pâle
- Lonchura grandis – Grand Capucin
- Lonchura teerinki – Capucin à poitrine noire
- Lonchura montana – Capucin des Maoke
- Lonchura monticola – Capucin des montagnes
- Lonchura vana – Capucin des Arfak
- Lonchura nevermanni – Capucin de Nevermann
- Lonchura caniceps – Capucin gris
- Lonchura spectabilis – Capucin à capuchon
- Lonchura forbesi – Capucin de Nouvelle-Irlande
- Lonchura hunsteini – Capucin de Hunstein
- Lonchura nigerimma – Capucin de Nouvelle-Hanovre
- Lonchura flaviprymna – Capucin à croupion jaune
- Lonchura quinticolor – Capucin coloré
- Lonchura castaneothorax – Capucin donacole
- Lonchura stygia – Capucin noir
- Lonchura melaena – Capucin de Nouvelle-Bretagne

Le Moineau du Japon, courant en volière, est ici traité comme une sous-espèce du Capucin domino (L. striata).